# Roodlof
Roodlof (Cichorium intybus var. foliosum) is een uit Italië afkomstige groente. Roodlof wordt in Italië onder de naam Radicchio rosso al eeuwen geteeld. Het is een variëteit van de wilde cichorei, net als witlof, en heeft een bittere smaak. Het is een bladgroente die net zo groeit als een slakrop. De teelt vindt vooral plaats in de Italiaanse streek Veneto, gelegen tussen Venetië, Verona en Treviso.
Van radicchio rosso komen drie typen voor:
- 'Chioggia', een ras met donkerrode kropjes die op sla lijken, ook wel rode sla genoemd.
- Het ras 'rode van Verona', dat in Italië naast de gewone teelt ook wordt ingekuild.
- Een variëteit ontstaan uit een kruising van roodlof met witlof. Dit type wordt als witlof geteeld. De krop is wit met rode punten. Het loof is minder bitter dan van de twee andere soorten.

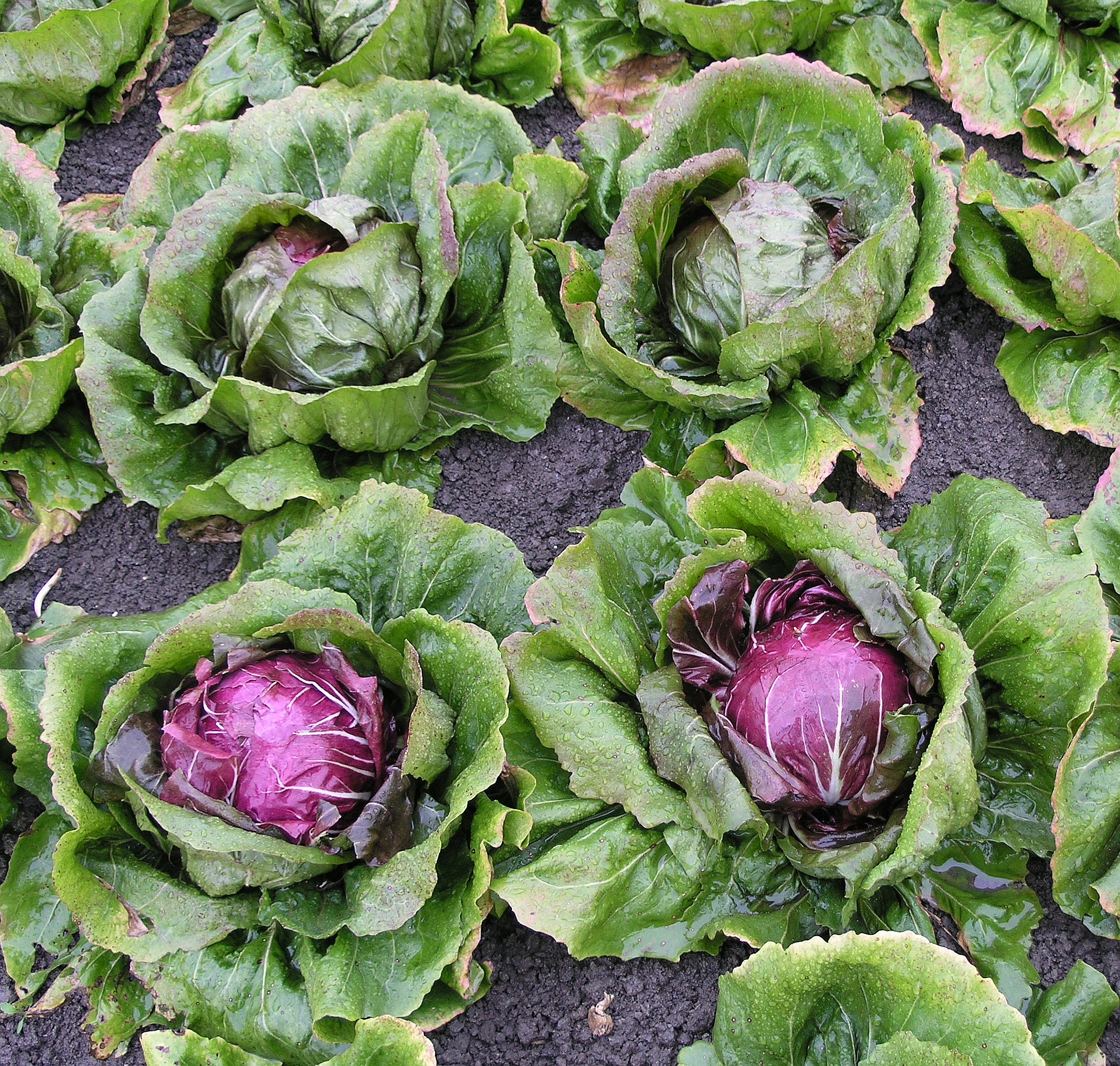
Radicchio Rosso op het veld
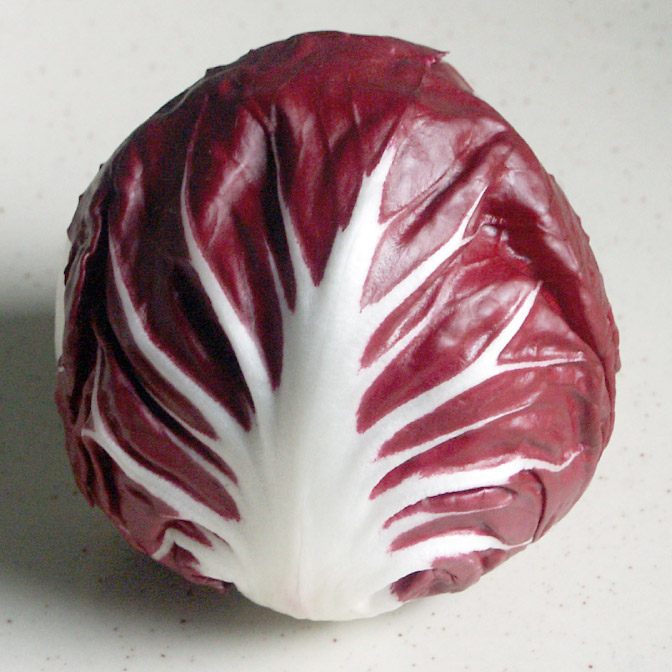
Chioggia
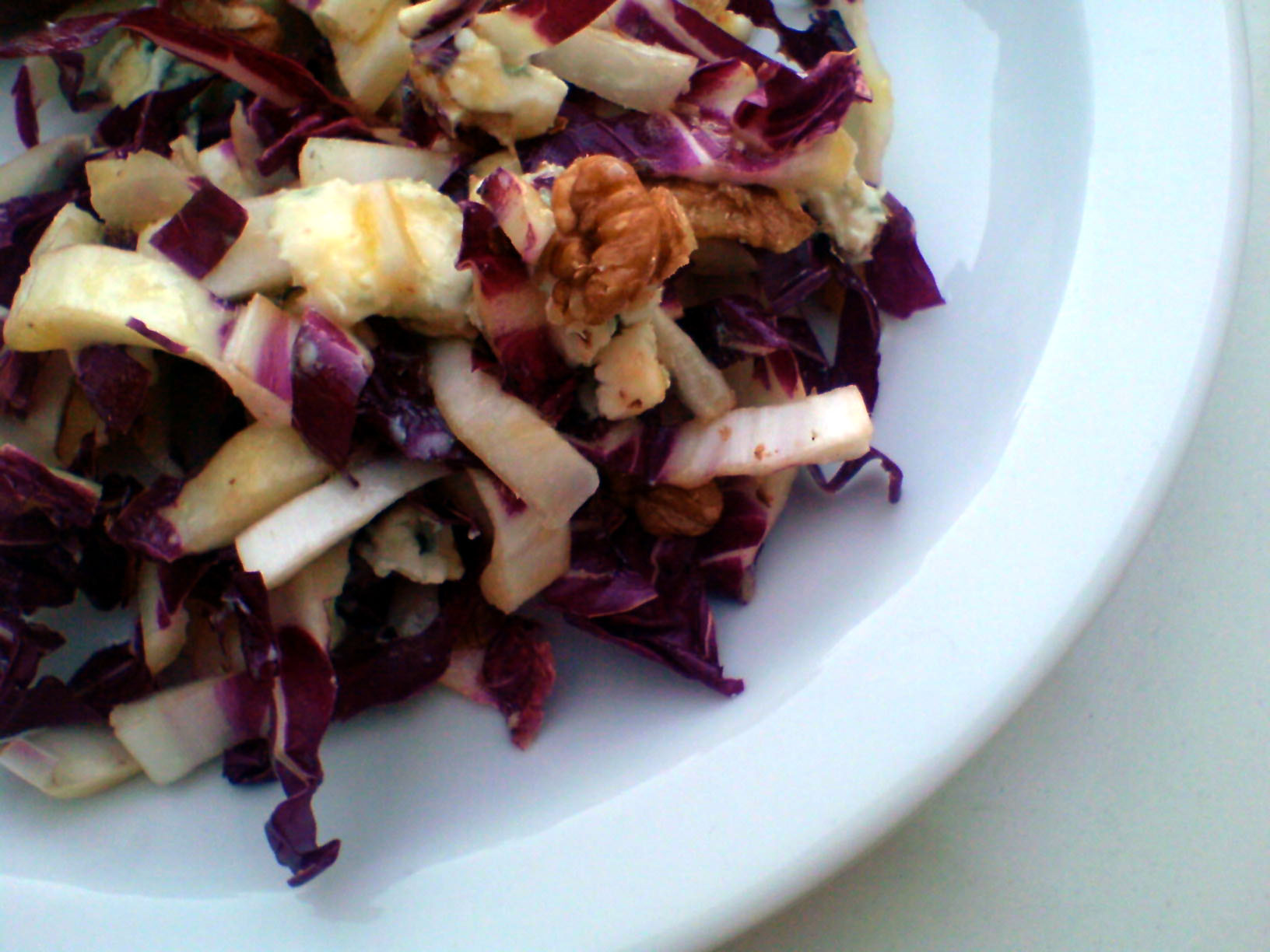
Radicchio met gorgonzola en walnoten